# Liste der Bodendenkmale in Hemme
In der Liste der Bodendenkmale in Hemme sind die Bodendenkmale der Gemeinde Hemme nach dem Stand der Bodendenkmalliste des Archäologischen Landesamts Schleswig-Holstein von 2016 aufgelistet. Die Baudenkmale sind in der Liste der Kulturdenkmale in Hemme aufgeführt.
| Denkmal-ID           | Befundart           | Bezeichnung          | Zeitstellung | Lage                               | Bemerkungen                                          | Bild |
| -------------------- | ------------------- | -------------------- | ------------ | ---------------------------------- | ---------------------------------------------------- | ---- |
| aKD-ALSH-Nr. 000 236 | Befestigung > Deich | Deich/Koog/Sietwende | Mittelalter  | West- und Nordrand von Hemmerwurth | 50 m langes Teilstück eines mittelalterlichen Deichs |      |